# Ілієші (Бакеу)
Ілієші (рум. Ilieși) — село у повіті Бакеу в Румунії. Входить до складу комуни Ракова.
Село розташоване на відстані 258 км на північ від Бухареста, 17 км на північний захід від Бакеу, 78 км на південний захід від Ясс, 148 км на північний схід від Брашова.

## Населення
За даними перепису населення 2002 року у селі проживали 182 особи, усі — румуни. Усі жителі села рідною мовою назвали румунську.